# Geometria aritmética

A curva hiperelíptica definida por tem apenas finitamente muitos pontos racionais (como os pontos e) pelo teorema de Faltings.

Em matemática, a geometria aritmética é simplificadamente a aplicação de técnicas da geometria algébrica a problemas na teoria dos números. A geometria aritmética é centrada em torno da geometria diofantina, o estudo dos pontos racionais das variedades algébricas.
Em termos mais abstratos, a geometria aritmética pode ser definida como o estudo de esquemas de tipo finito sobre o espectro do anel de inteiros.

## Visão geral
Os objetos clássicos de interesse em geometria aritmética são pontos racionais: conjuntos de soluções de um sistema de equações polinomiais sobre campos numéricos, campos finitos, campos p-ádicos ou campos de função, ou seja, campos que não são algebricamente fechados excluindo os números reais. Os pontos racionais podem ser diretamente caracterizados por funções de altura que medem sua complexidade aritmética.
A estrutura de variedades algébricas definidas sobre campos não fechados algébricamente tornou-se uma área central de interesse que surgiu com o desenvolvimento abstrato moderno da geometria algébrica. Sobre campos finitos, coomologia etal fornece invariantes topológicos associados a variedades algébricas. A teoria de Hodge p-ádica fornece ferramentas para examinar quando as propriedades cohomológicas de variedades sobre os números complexos se estendem para os campos p-ádicos.

## História

### Século XIX: início de geometria aritmética
No início do século 19, Carl Friedrich Gauss observou que soluções inteiras diferentes de zero para equações polinomiais homogêneas com coeficientes racionais existem se soluções racionais diferentes de zero existirem.
Na década de 1850 Leopold Kronecker formulou o teorema de Kronecker-Weber, introduziu a teoria dos divisores e fez várias outras conexões entre a teoria dos números e a álgebra. Ele então conjeturou seu "Jugendtraum de Kronecker" ("sonho mais querido da juventude"), uma generalização que mais tarde foi apresentada por Hilbert de uma forma modificada como seu décimo segundo problema, que descreve o objetivo de fazer a teoria dos números operar apenas com anéis que são quocientes de anéis polinomiais sobre os inteiros.

### Início a meados do século 20: desenvolvimentos algébricas e conjecturas de Weil
No final da década de 1920 André Weil demonstrou profundas conexões entre geometria algébrica e teoria dos números com seu trabalho de doutorado levando ao teorema de Mordell-Weil, que demonstra que o conjunto de pontos racionais de uma variedade abeliana é um grupo abeliano finitamente gerado.
Os fundamentos modernos da geometria algébrica foram desenvolvidos com base na álgebra comutativa contemporânea, incluindo a teoria da valoração e a teoria dos ideais de Oscar Zariski e outros nas décadas de 1930 e 1940.
Em 1949 André Weil apresentou as conjecturas de Weil sobre as funções zeta locais de variedades algébricas sobre campos finitos. Essas conjecturas ofereceram uma estrutura entre a geometria algébrica e a teoria dos números que impulsionou Alexander Grothendieck a reformular os fundamentos fazendo uso da teoria dos feixes (junto com Jean-Pierre Serre) e, posteriormente, da teoria do esquema, nas décadas de 1950 e 1960. Bernard Dwork provou uma das quatro conjecturas de Weil (racionalidade da função zeta local) em 1960. Grothendieck desenvolveu a teoria da coomologia etal para provar duas das conjecturas de Weil (junto com Michael Artin e Jean-Louis Verdier) em 1965. A última das conjecturas de Weil (um análogo da hipótese de Riemann) foi finalmente provada em 1974 por Pierre Deligne.

### Metade ao fim do século 20: desenvolvimentos na modularidade, métodos p-ádicos, e além
Entre 1956 e 1957 Yutaka Taniyama e Goro Shimura formularam o teorema de Shimura-Taniyama-Weil (agora conhecido como o teorema de modularidade) relativo a curvas elípticas para formas modulares. Esta ligação acabaria por levar à primeira prova do último teorema de Fermat na teoria dos números através de técnicas de geometria algébrica de levantamento de modularidade desenvolvidas por Andrew Wiles em 1995.
Na década de 1960 Goro Shimura introduziu variedades de Shimura como generalizações de curvas modulares. Desde 1979 as variedades de Shimura têm desempenhado um papel crucial no Programa Langlands como um reino natural de exemplos para testar conjecturas.
Em artigos de 1977 e 1978, Barry Mazur provou a conjectura de torção dando uma lista completa dos possíveis subgrupos de torção de curvas elípticas sobre os números racionais. A primeira prova de Mazur desse teorema dependeu de uma análise completa dos pontos racionais de certas curvas modulares. Em 1996 a prova da conjectura de torção foi estendida a todos os campos de números por Loïc Merel.
Em 1983 Gerd Faltings provou a conjectura de Mordell, demonstrando que uma curva de gênero maior que 1 tem apenas pontos racionais finitos (onde o teorema de Mordell-Weil apenas demonstra a geração finita do conjunto de pontos racionais em oposição à finitude).
Em 2001 a prova das conjecturas locais de Langlands para GLn foi baseada na geometria de certas variedades de Shimura.
Na década de 2010 Peter Scholze desenvolveu espaços perfectóides e novas teorias de cohomologia em geometria aritmética sobre campos p-ádicos com aplicação a representações de Galois e certos casos da conjectura de monodromia de peso.